# О Гё Мун
О Гё Мун (кор. 오교문; род. 2 марта 1972) — южнокорейский стрелок из лука, чемпион мира, Азии, Олимпийских и Азиатских игр.

## Биография
Родился в 1972 году. В 1994 году стал чемпионом Азиатских игр, в 1995 году — обладателем золотой и бронзовой медалей чемпионата мира. В 1996 году завоевал серебряную и бронзовую медали Олимпийских игр в Атланте. В 1997 году стал чемпионом Азии, в 1998 году — вновь чемпионом Азиатских игр. В 2000 году — чемпион Олимпийских игр в Сиднее.